# 자유민주당 본부 방화습격사건

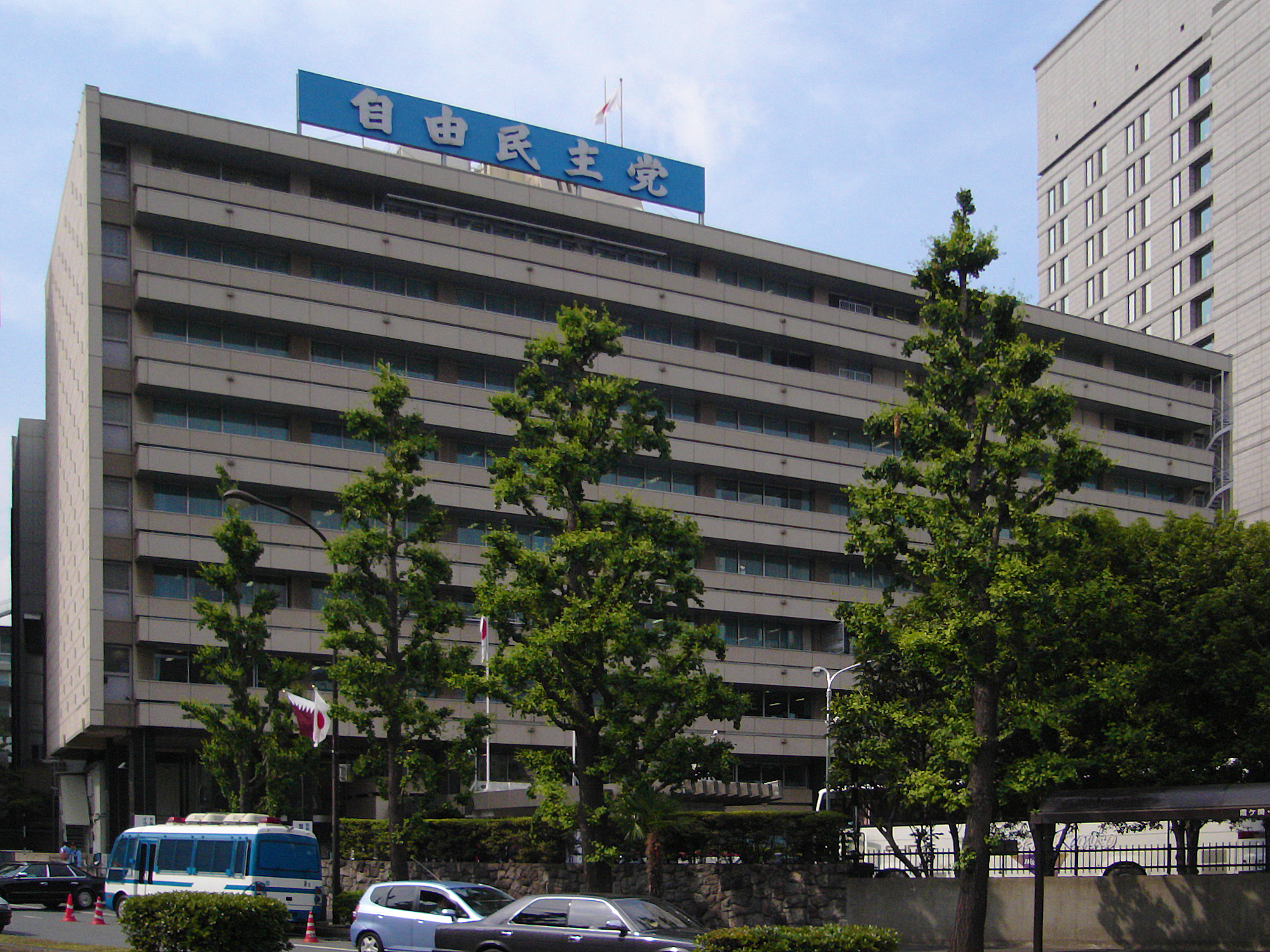
자유민주당 본부

자유민주당 본부 방화습격사건(일본어: 自由民主党本部放火襲撃事件 지유민슈토혼부호카슈게키지켄[*])은 1984년 9월 19일 혁명적공산주의자동맹 전국위원회(중핵파)의 비공개 조직 "인민혁명군"이 화염방사기로 자유민주당 본부 건물에 방화한 사건이다.

## 사건 개요
사건 당일 오후 7시 35분경 도쿄도 지요다구 나가타정에 소재한 자유민주당 본부 뒷편의 중화요리점 주차장에 모 운송회사의 배달차량으로 위장한 2개의 소형 트럭이 정차했다. 30세 전후의 운전자 남성이 중국집 점원에게 “택배입니다. 인감을 부탁합니다”라고 말하여 점원은 가게 안에 있는 인감을 가지러 들어갔다. 그 사이 몇 명이 트럭 화물칸에 실어 두었던 화염방사기를 조작하여 자민당 본부 북측 3층을 향해 화염을 방사했다.
범인들은 승합차로 도주한 이후 차량과 작업복을 태워 증거인멸을 도모했다. 한편 화염방사기 아래의 상자에 "중핵파"라고 쓰여 있었다. 범행에 사용된 화염방사기는 액화석유가스가 포함된 가연성 액체를 분사하여 착화하는 구조로, 자유자재로 노즐 각도를 바꿀 수 있는 구조로 되어 있었다. 이에 따라 발생한 화재로 자민당 본부 북측의 3층에서 7층까지가 전소하고 당사무국과 회의실 등 약 520 평방미터가 소실되었다.
때마침 자민당은 당총재 선거를 앞두고 있었기에, 2층에 있던 선거인명부 등 서류를 살리기 위해 당직자들과 당 소속 국회의원들이 달려와 어수선했다. 피해액은 10억 엔에 달했다. 자민당 본부에 화염병이 날아오거나 현관에 발화장치가 설치된 적은 그전에도 있었지만, 이런 식으로 방화가 일어난 것은 처음이었다.
사건 현장에서 당시 법무대신 스미 에이사쿠가 진화작업에 참여하고 있던 중의원 하마다 코이치에게 “매치 펌프같은 흉내라니”라고 발언했다가 그 자리에서 하마다에게 구타당했다(법무대신 구타사건).

## 범인
사건 직후 일부 언론에 "구국영단(救国霊団)"을 자칭하는 남자가 “전후 포츠담 체제에 대한 보복이다. 쇼와 유신 단행 만세”라고 전화를 했지만, 이것은 위장공작으로 간주되었다. 한편 현장 부근에서 경찰 무선을 방해한 것으로 보이는 방해전파가 발산되어 경시청과 연락이 어려워졌다.
오후 2시 이후 중핵파의 비공개 군사조직 "혁명군"이 “중핵파 혁명군은 오늘 자민당 본부를 습격, 대염상하였다. 이 싸움은 자민당 나카소네 정권의 압제에 질린, 산리즈카 2기 착공성명에 대한 2기 절대실력저지의 철의 답변이다.”라고 도내 언론사에 범행성명을 냈다. 사건 다음날 오전에는 호세이대학과 요코하마 국립대학 캠퍼스에 중핵파가 범행을 인정하는 삐라를 뿌렸다.
용의주도하게 준비된 범행으로, 산리즈카 시바야마 연합공항반대동맹을 지지하는 중핵파에 의한 나리타 공항 관련 시설에 대한 테러는 그 이후에도 계속되었고, 국회의원 사무실이나 치바현지사 사저 등도 표적이 되었다.

## 재판
경시청 공안부는 범행 단체를 핵심파라고 단정하고 핵심파의 활동거점인 전진사 등지를 수색했지만 실행범을 알아내는 데 난학을 겪었다. 1985년 4월 28일 중핵파 활동가 F(남성, 당시 40세)를 체포하고 다른 한 명을 지명수배(체포하지 못함), 1987년 1번 주범으로 Y(당시 37세)를 체포했다. 하지만 Y가 방화사건엔 관여했다는 입증할 만한 증거를 제시하지 못해 처분보류로 석방되었다. 다만 Y는 산리즈카 투쟁 중 검거된 공판 중 도망하였기 때문에 신병은 계속 구속되었다.
F는 실행범의 도주를 도운 방화공모공동정범으로 기소되었지만 사건 당일 알리바이가 있어 무죄를 주장해 재판이 분규했다. 검찰이 제시한 유죄 증거는 현장 근처에서 경찰이 도주차량으로 보이는 승합차 조수석에 탑승한 F를 봤다는 목격담, 8월 2일 F를 닮은 남자가 대량의 압력조절기를 구입했다는 전자제품 매장 직원의 증언 뿐이었다. F는 사건 당일 사이타마현에서 개최된 학습회에 참석하고 있었으며, 호텔 영수증과 숙박자명부를 법원에 증거로 제출했다. 중핵파는 1988년 9월 사검 담당 판사가 거주하는 숙사에 주차된 차량에 방화했다.
도쿄지방재판소는 1991년 2월 보석보증금 1,500만 엔으로 F의 보석을 인정했다. 이에 대해 검찰은 항고했지만 재판소는 “검찰은 F가 언제 어디서 누구와 방화를 공모했는지 충분히 입증하지 못했다”며 기각했다.ref>朝日新聞1991年3月19日夕刊</ref>
검찰은 F에게 징역 10년을 구형했지만 1991년 6월 27일 1심은 무죄를 선고했다. 전자제품 매장 직원의 증언은 신뢰할 수 있으나 구입한 부품이 범행에 사용되었다는 증거가 없고, 경찰의 증언은 어둠 속에서 F를 인식할 수 있었는지 의문이며, 또한 F의 알리바이는 의심쩍은 점이 없지 않지만 허위라고까지 말할 수는 없다고 판단, 본 방화사건에서 F의 역할을 확인할 수 없다고 결론내려진 것이다.
도쿄 지방검찰청은 항소했지만 도쿄 고등재판소는 1994년 12월 2일 “자백도 물증도 없이 목격증언만으로 유죄로 하는 사실인정은 할 수 없다”며 기각했다. 도쿄 고등검찰청이 상고하지 않으면서 12월 16일 무죄가 확정되었다.